# Консейсан-да-Фейра
Консейсан-да-Фейра (порт. Conceição da Feira)  —  муниципалитет в Бразилии, входит в штат Баия. Составная часть мезорегиона Северо-центральная часть штата Баия. Входит в экономико-статистический микрорегион Фейра-ди-Сантана. Население составляет 18 569 человек на 2006 год. Занимает площадь 159,776 км². Плотность населения — 116,2 чел./км².
Праздник города —  23 июля.

## Статистика
- Валовой внутренний продукт на 2003 год составляет 42 135 064,00 реалов (данные: Бразильский институт географии и статистики).
- Валовой внутренний продукт на душу населения на 2003 год составляет 2329,84 реалов (данные: Бразильский институт географии и статистики).
- Индекс развития человеческого потенциала на 2000 год составляет 0,668 (данные: Программа развития ООН).